# إشبيلية (مقاطعة)
مقاطعة إشبيلية (بالإسبانية: Sevilla، سـيفيا) هي مقاطعة إسبانية تقع في جنوب الدولة، تقع ضمن حدود منطقة أندلسية. عاصمتها مدينة إشبيلية، تنقسم المقاطعة إلى 105 بلدية.

## الجغرافيا
تقع مقاطعة إشبيلية في جنوب إسبانيا ، تحدها من الشمال مقاطعة بطليوس، ومن الجنوب مقاطعة مالقة ومقاطعة قادس، ومن الشرق مقاطعة قرطبة، ومن الغرب مقاطعة ولبة. تبلغ مساحة مقاطعة إشبيلية 14.042 كم².

## الديموغرافيا
يبلغ عدد سكان مقاطعة إشبيلية 1.927.109 نسمة عام 2011 (وفقاً للمعهد الوطني للإحصاء الإسباني).
فيما يلي قائمة أكبر البلديات من حيث عدد السكان (بتاريخ 1 يناير 2011):
1. إشبيلية 703.021 نسمة
2. دوس إيرماناس 127.375 نسمة
3. غليانة
4. جرينة
5. ألكالا دي غوادايرا 72.800 نسمة
6. أوتريرا 51.630 نسمة
7. مايرينا ديل ألخارافي 42.186 نسمة
8. إستجة 40.718 نسمة
9. لوس بالاثيوس إي فيلفرانكا 37.500 نسمة
10. لا رينكونادا 37.239 نسمة
11. كوريا ديل ريو 29.284 نسمة
12. قرمونة 28.679 نسمة

## أعلام
- آنا فرنانديز
- بابلو سانشيز